# SECI-Modell

Die Wissensspirale (engl.)

Die zwei Dimensionen des Wissens

Das SECI-Modell (Socialization, Externalization, Combination, Internalization), auch die Wissensspirale genannt, ist ein dynamisches Modell, welches den Wissensübergang vom impliziten auf das explizite Wissen darstellt und dadurch den Prozess der Wissensbeschaffung und Wissensweitergabe in Unternehmen zu verdeutlichen sucht.
Eine Weitergabe des Wissens und die damit verbundene Wissensveränderung kann entweder auf individueller oder auf organisationaler Ebene erfolgen. Dies stellt einen Übergang vom individuellen zum kollektiven Wissen dar. Entwickelt wurde das Modell, welches einen wesentlichen Teil zur Entwicklung des Wissensmanagement beitrug, von den beiden japanischen Wissenschaftlern Ikujiro Nonaka und Hirotaka Takeuchi.
Das Modell wurde erstmals 1995 in ihrem Buch „The Knowledge Creating Company“ (deutsch 1997 als „Die Organisation des Wissens“) vorgestellt, das großen Einfluss auf die folgende Literatur und Forschung zum Thema Wissensmanagement ausübte und inzwischen als einer der Klassiker dieser noch relativ jungen Disziplin angesehen werden kann.

## Unterscheidung implizites und explizites Wissen
Die Unterscheidung von implizitem und explizitem Wissen (vgl. dazu die unten stehende Tabelle) kann auf den Wissenschaftler Michael Polanyi zurückgeführt werden. Durch eine Interaktion der beiden Wissensarten mit der Umwelt sowie der Organisation kann neues Wissen geschaffen werden. Dieser Prozess, das Schaffen von neuem Wissen, kann anhand der Wissensspirale verdeutlicht werden.
| Implizites Wissen                      | Explizites Wissen                    |
| -------------------------------------- | ------------------------------------ |
| Erfahrungswissen (Körper)              | Verstandwissen (Geist)               |
| Gleichzeitiges Wissen (hier und jetzt) | Sequentielles Wissen (da und damals) |
| Analoges Wissen (Praxis)               | Digitales Wissen (Theorie)           |

## Formen
Nonaka/Takeuchi unterscheiden in ihrem Werk die folgenden 4 Formen:
|                   | Implizites Wissen | Explizites Wissen |
| ----------------- | ----------------- | ----------------- |
| Implizites Wissen | Sozialisierung    | Externalisierung  |
| Explizites Wissen | Internalisierung  | Kombination       |

Transformation des Wissens

- Sozialisierung: Den Schlüssel zum Erwerb von implizitem Wissen bildet die Erfahrung. Dies bedeutet, dass ein Mensch auch ohne Sprache unmittelbar implizites Wissen von anderen Menschen erwerben kann. Wichtig ist hierbei der Erfahrungsaustausch, wie das folgende Beispiel zur Erfindung des Brotbackautomaten zeigt: Ein zentrales Problem bei der Entwicklung des Brotbackautomaten in den späten 1980er Jahren stellte die Mechanisierung des Teigknetens dar. Da der Knetprozess zum implizierten Wissensvorrat des Bäckermeisters gehörte, beschloss man, den gekneteten Teig eines Bäckermeisters mit dem eines Automaten mittels Röntgenaufnahmen zu vergleichen. Man stellte große Unterschiede in den beiden Teigen fest und so gingen die Ingenieure des Brotbackautomaten in die Lehre eines Bäckermeisters. Beim Beobachten des Bäckermeisters bemerkten sie, dass dieser den Teig nicht nur dehnte, sondern auch drehte. Durch Beobachtung, Nachahmung und Praxis konnte eine Lösung des Problems gefunden werden. Zusammenfassend kann gesagt werden, dass sich implizites Wissen durch den Erfahrungsaustausch in ein verändertes implizites Wissen verwandelt.
- Externalisierung: Implizites Wissen, welches bereits durch eine Sozialisierung erworben wurde, wird hier in explizites Wissen umgewandelt. Die bildliche Sprache (wie etwa Metaphern, Hypothesen oder Konzepte) spielt hier die entscheidende Rolle. Es werden Metaphern gesucht und anschließend mit dem bereits bekannten Wissen verglichen. Dies kann zu einer Doppeldeutigkeit führen, die wiederum Reflexion und Interaktion fördern kann. Somit besteht die Möglichkeit, neues Wissen entstehen zu lassen.
- Kombination: Verschiedene Bereiche von explizitem Wissen sollen miteinander verbunden werden, um so neues explizites Wissen zu schaffen. Wissen wird innerhalb und außerhalb eines Unternehmens gesammelt und anschließend kombiniert, editiert oder verarbeitet. Durch diesen Prozess kann eine komplexe und systemische Form von Wissen erzeugt werden. Als Beispiel könnten hier bestimmte Technologien genannt werden, die erfolgreich auf neue Anwendungsbereiche transferiert werden. Wichtig ist hier, dass diese Technologien auch dokumentiert sind.
- Internalisierung: Explizites Wissen wird in implizites Wissen umgewandelt. Die individuellen Erfahrungen, die bereits aus den drei vorigen Arten der Wissensumwandlung gemacht wurden, werden hier nochmals durch eine intensive Auseinandersetzung verarbeitet. Durch eine ständige Anwendung des expliziten Wissens geht dieses sozusagen in die täglichen Handlungen ein und wird so zur Gewohnheit. Am Ende des Prozesses steht somit wieder implizites Wissen. Diesmal jedoch in einer neuen verbesserten Form und der Wissensgenerierungsprozess beginnt von Neuem.

Alle diese Prozesse interagieren mit- und untereinander und formen so eine Spirale. Das Wissen, welches bei den vier Formen geschaffen wird, ist jeweils verschieden.
Um dieses Modell richtig zu verstehen, ist es notwendig, sich klarzumachen, dass für eine Organisation nur dann innovatives Wissen geschaffen werden kann, wenn auch die Übergänge zwischen dem expliziten und dem impliziten Wissen in den organisationalen Abläufen integriert sind, gefördert und kommuniziert werden.
Das Wissen, welches durch diese Umwandlung geschaffen wird, ist jeweils verschieden:
- Sozialisation: führt zu sympathetischem Wissen; Beispiel: technische Fähigkeiten, mentale Modelle
- Externalisierung: ergibt konzeptuelles Wissen
- Kombination: erzeugt systemisches Wissen; Beispiel: Technologien für Prototypen, neue Komponenten

## Die Bedeutung von Ba im Zusammenhang mit der Wissensspirale
Der Begriff Ba ist ein weiterer wichtiger Aspekt bei der Wissensumwandlung und bedeutet so viel wie Raum, Platz, oder Ort. Es handelt sich dabei um einen mentalen (z. B. geteilte Erfahrungen), virtuellen (z. B. E-Mails) oder physischen (z. B. Büroräume) Platz, der von mehreren Menschen geteilt wird. Möglich ist auch eine Kombination der drei Formen. Durch das Reflektieren von eigenen Handlungen oder Erfahrungen wird neues Wissen erzeugt. Dieses Konzept stammt ursprünglich vom japanischen Philosophen Kitaro Nishida. Die wesentliche Unterscheidung zwischen menschlichen Aktionen und dem Konzept Ba liegt in der Wissensschaffung. Diese entsteht durch eine Interaktion im "shared ba" (geteilten Ba).
Auch hier können 4 Typen unterschieden werden, die mit dem Modell von Nonaka/Takeuchi übereinstimmen:
| Konzept von Ba | Modell von Nonaka/Takeuchi | Bedeutung                                                                               |
| -------------- | -------------------------- | --------------------------------------------------------------------------------------- |
| Originating Ba | Sozialisierung             | der Ort, an dem Individuen Gefühle, Erfahrungen oder Emotionen austauschen              |
| Interacting Ba | Externalisierung           | durch Dialog werden mentale Modelle und Fähigkeiten in alltägliche Konzepte umgewandelt |
| Cyber Ba       | Kombination                | die mentalen Modelle werden in einem virtuellen Raum reflektiert und adaptiert          |
| Exercising Ba  | Internalisierung           | der Ort, an dem explizites in implizites Wissen umgewandelt wird                        |

## Mögliche Kritik an diesem Modell
- Wissen entsteht nur auf dem oben beschriebenen Weg. Alle anderen Formen einer Wissensgenerierung, wie beispielsweise durch Experimentieren, werden ausgeschlossen.
- Explizites Wissen wird als Begriff mehrdeutig verwendet, Implizites Wissen wird zu wenig betrachtet. Die Folge daraus ist, dass der Begriff der Externalisierung irreführend verstanden werden kann.
- Die Umwandlung von implizitem zu explizitem Wissen wird in der Praxis wahrscheinlich nicht so leicht und schnell vonstattengehen aufgrund von technischen sowie menschlichen Hindernissen.

## Einbettung in das modelltheoretische Schema LIR
Das von Rainer Born (Institut für Philosophie und Wissenschaftstheorie an der Johannes-Kepler-Universität Linz) entwickelte Schema LIR zeigt, wie Kommunikation in einer vereinfachten Form als Meta-Modell funktionieren kann. Es werden hier sprachliche und nicht-sprachliche Elemente zusammengeführt. Der Kreislauf beginnt beim Beobachten der Begebenheit. Es folgt eine Evaluierung der Tatbestände, anschließend werden Planungen und Entscheidungen getroffen, die dann abschließend in konkrete Handlungen umgesetzt werden. Ein wesentliches Merkmal dieses Schemas ist, dass man aus dem System heraussteigen kann und so eine Suche nach alternativen Lösungsmöglichkeiten möglich ist.